# リンテック
リンテック株式会社（英称：LINTEC Corporation）は、粘着素材や粘着関連機器、特殊紙、剥離紙・剥離フィルムなどの開発・製造・販売を行う企業である。

## 概要
東京都板橋区本町に本社を置く、粘着関連製品の総合メーカー。社名の由来は、リンケージ（結合）＋テクノロジー。
「粘着応用技術」「表面改質技術」「特殊紙・剥離材製造技術」「システム化技術」という4つの固有技術を基盤とし、それらを融合させることによって製品を開発している。そのラインアップはシール・ラベル用の粘着紙・粘着フィルムをはじめ、ガラス飛散防止対策フィルム、屋外サイン用粘着シート、内装用化粧シート、自動車関連粘着製品、半導体関連テープ、液晶関連フィルムなど。またバーコードプリンタ、ラベリングマシン、半導体関連装置などの各種関連装置の開発・製造も行っている。

## 沿革
- 1927年（昭和2年）4月 - 東京・巣鴨に不二商会を開業。包装用ガムテープの製造・販売を開始。
- 1931年（昭和4年）8月 - 不二商会を改組し、不二合名会社を設立（東京・板橋に移転）。
- 1934年（昭和9年）10月 - 不二合名会社を改組し、不二紙工株式会社を設立（東京・板橋）。
- 1960年（昭和35年）3月 - シール・ラベル用粘着紙の製造・販売を開始。後に粘着フィルムの製造・販売にも着手。
- 1972年（昭和47年）3月 - ラベリングマシンの製造・販売を開始。
- 1973年（昭和48年）8月 - ラベル印刷機の製造・販売を開始。
- 1974年（昭和49年）8月 - 中国にてラベル印刷機および粘着製品の販売に着手。
- 1984年（昭和59年）10月 - FSK株式会社に商号変更。
- 1985年（昭和60年）1月 - 中国・北京事務所を開設。
- 1986年（昭和61年）7月 - 東京証券取引所市場第2部上場。
- 1987年（昭和62年）9月 - 米マディコ社を子会社化。
- 1989年（平成元年）3月 - 東京証券取引所市場第1部銘柄に指定。
- 1990年（平成2年）4月 - 四国製紙株式会社、創研化工株式会社と合併し、リンテック株式会社に商号変更。粘着紙・粘着フィルムおよび関連機器分野から特殊紙、剥離紙・剥離フィルムにまで業容を拡大。
- 1993年（平成5年）10月 - 琳得科(天津)実業有限公司を設立。
- 1994年（平成6年）5月 - リンテック・インドネシア社を設立。
- 1995年（平成7年）4月 - リンテック・シンガポール社及びリンテック・ヨーロッパ社を設立。
- 1996年（平成8年）4月 - モダン・プラスチツク工業株式会社と合併。
- 1999年（平成11年）3月 - リンテック・インダストリーズ（サラワク）社を設立。
- 2000年（平成12年）4月 - リンテック・インダストリーズ（マレーシア）社を設立。
- 2002年（平成14年）
  - 6月 - 琳得科(蘇州)科技有限公司を設立。
  - 8月 - リンテック・スペシャリティー・フィルムズ（韓国）社を設立。
- 2003年（平成15年）8月 - リンテック・スペシャリティー・フィルムズ（台湾）社を設立。
- 2004年（平成16年）9月 - リンテック・コリア社を設立。
- 2011年（平成23年）6月 - リンテック・タイランド社を設立。
- 2012年（平成24年）11月 - リンテック・インディア社を設立。
- 2013年（平成25年）12月 - ナノサイエンス＆テクノロジーセンターを開設。
- 2015年（平成27年）
  - 1月 - リンテック・アジアパシフィック社を設立。
  - 5月 - 研究所に先端技術棟建設。
- 2016年（平成28年）
  - 10月 - 米VDI社を子会社化。
  - 11月 - 米リンテック・グラフィック・フィルムズ社（現・リンテック(UK)社）を子会社化。
  - 12月 - 米マックタック・アメリカ社を子会社化。
- 2020年（令和2年）
  - 11月 - 営業統括拠点を移転し、文京春日オフィスをオープン。
- 2021年（令和3年）
  - 4月 - 米国の粘着製品メーカーであるデュラマーク社を子会社化（2021年12月末にマックタックグループとして吸収合併）。
- 2022年（令和4年）
  - 2月 - 米国のラベル用粘着紙・粘着フィルムメーカーから事業を譲り受け、スピネカー社を設立。

## 主な製品
- 印刷・情報材関連製品 - シール・ラベル、銘板、警告表示、改ざん防止用の粘着素材など
- 産業材・工業材関連製品 - 物流用のプリンタシステム、各種部材の固定・組み立て用両面テープなど
- 建装材・自動車関連製品 - ガラス窓用フィルム（断熱、防犯）、看板、標識、内装用の各種製品など
- エレクトロニクス関連製品 - 半導体パッケージの薄型・小型・高集積化に寄与する製品・プロセス提案など
- 光学関連製品 - 光学機能性フィルムの開発、粘着加工、防眩ハードコート加工など
- 特殊紙 - カラー封筒用紙、色画用紙、工業用機能紙（不燃、低発塵）など
- 剥離紙・剥離フィルム - 粘着剤面の保護、シート材料の形成加工用、電子部品製造用の各種製品など

## 事業所
- 本社：東京都板橋区本町23-23
- 文京春日オフィス：東京都文京区小石川1-1-1　文京ガーデン ゲートタワー8F(受付)、9F
- 支店：札幌支店、仙台支店、北陸支店、静岡支店、名古屋支店、大阪支店、広島支店、四国支店、福岡支店、熊本事務所
- 工場・研究所：吾妻工場（群馬県吾妻郡）、熊谷工場（埼玉県熊谷市）、千葉工場（千葉県匝瑳市）、龍野工場（兵庫県たつの市）、新宮事業所（兵庫県たつの市）、新宮事業所 龍野事務所（兵庫県たつの市）、小松島工場（徳島県小松島市）、三島工場（愛媛県四国中央市）、三島工場 土居加工工場（愛媛県四国中央市）、伊奈テクノロジーセンター（埼玉県北足立郡）、研究所（埼玉県蕨市）